# Liste du patrimoine immobilier classé de Floreffe
Cette page regroupe l'ensemble du patrimoine immobilier classé de la ville belge de Floreffe.
| Objet | Année de construction / Architecte | Adresse              | Section communale | Coordonnées                      | Numéro d’inventaire | Illustration |
| --- | ---------------------------------- | -------------------- | ----------------- | -------------------------------- | ------------------- | --- |
| Le vieux Moulin roman de l'Abbaye de Floreffe |                                    | rue du Séminaire N°7 | Floreffe          | 50° 25′ 57″ nord, 4° 45′ 32″ est | 92045-CLT-0001-01   | Le vieux Moulin roman de l'Abbaye de Floreffe |
| Les bâtiments de l'abbaye de Floreffe, la ferme, le bâtiment proche du vivier, les murs de soutènement, l'église paroissiale Notre-Dame du Rosaire et la chapelle Saint-Roch (M) et l'ensemble formé par ces bâtiments et les terrains environnants, ainsi que la ferme de Robersart (S) |                                    | La Rampe             | Floreffe          | 50° 25′ 59″ nord, 4° 45′ 33″ est | 92045-CLT-0002-01   | Abbaye de Floreffe |
| La chapelle Saint-Pierre (M) ainsi que l'ensemble formé par cette chapelle et ses abords (S) |                                    |                      |                   | 50° 26′ 01″ nord, 4° 44′ 11″ est | 92045-CLT-0005-01   | Image manquanteTéléverser |
| Les façades et les toitures de la ferme du château sise à Soye |                                    |                      | Soye              | 50° 26′ 52″ nord, 4° 43′ 49″ est | 92045-CLT-0006-01   | Image manquanteTéléverser |
| La chapelle Saint-Amand, à Soye |                                    |                      | Soye              | 50° 26′ 57″ nord, 4° 43′ 51″ est | 92045-CLT-0008-01   | La chapelle Saint-Amand, à Soye |
| La chapelle Saint-Martin à Jodion |                                    |                      | Jodion            | 50° 27′ 22″ nord, 4° 43′ 51″ est | 92045-CLT-0011-01   | Image manquanteTéléverser |
| La chapelle Saint-Roch, à Soye |                                    |                      | Soye              | 50° 27′ 09″ nord, 4° 43′ 57″ est | 92045-CLT-0012-01   | Image manquanteTéléverser |
| L'intérieur et l'extérieur de la tour d'angle de la ferme de la Tour, sise rue Oscar Gubin n° 20 à Floriffoux (M) ainsi que l'ensemble formé par l'ancien méandre de la Sambre, la ferme de la Tour avec ses dépendances et les terrains environnants (S)                                |                                    | rue Oscar Gubin N°29 | Floriffoux        | 50° 27′ 00″ nord, 4° 45′ 43″ est | 92045-CLT-0013-01   | Image manquanteTéléverser |
| L'ensemble de l'abbaye de Floreffe à l'exception des orgues de tribune et de chœur de l'église abbatiale (partie instrumentale et buffet) pour le monument et l'ensemble formé par les bâtiments abbatiaux et les terrains environnants pour le site                                     |                                    |                      |                   | 50° 25′ 59″ nord, 4° 45′ 33″ est | 92045-PEX-0002-01   | L'ensemble de l'abbaye de Floreffe à l'exception des orgues de tribune et de chœur de l'église abbatiale (partie instrumentale et buffet) pour le monument et l'ensemble formé par les bâtiments abbatiaux et les terrains environnants pour le site |